# Bamendjinda

## Histoire
Le royaume de Bamendjinda, situé dans l'arrondissement de Mbouda, département de Bamboutos, dans l'Ouest Cameroun, abrite une Chefferie créée vers la fin du 17e siècle par le chef Mbougong. La chefferie se distingue par son architecture caractéristique, où les toits coniques et pyramidaux ne sont pas de simples éléments décoratifs, mais de véritables symboles. Ils incarnent la justice, la politesse et le respect de la parole donnée, principes fondamentaux qui régissent la vie et les interactions au sein de la communauté. Chaque structure reflète ainsi une dimension à la fois spirituelle et sociale, ancrée dans un héritage culturel profond.Cette chefferie qui signifie peuple des rusés, est un exemple typique d'une institution muséale communautaire qui valorise le patrimoine culturel et historique de la communauté.

### Début
Bamendjinda est un village de l'Ouest du Cameroun, situé dans l’arrondissement de Mbouda, département des Bamboutos, en « pays » Bamiléké. Autrefois appelé Mba’adoh, le village Bamendjinda abrite une chefferie Bamiléké créée vers la fin du XVIIe siècle par le chef Mbougong, ancêtre  des Bamendjinda, Bamesso, Babete, Bafounda, Bamenkombo et Bamendjo. Bamendjinda, signifie « peuple des rusés ».

## Géographie
La localité est située à 5,8 km à l'ouest du centre du chef-lieu communal Mbouda.D'un point de vue démographique, le canton regroupe une population de 11 724 habitants, répartie entre 5 419 hommes et 6 305 femmes.

## Origine
Créée entre les XVe et XVIe siècles par Fo’o Mbougong Mba’adoh, la chefferie Bamendjinda descend de l’éclatement du royaume Nda .

## Économie
En 1921, selon l’administrateur Jaubert[Qui ?] le marché de Bamendjinda est de grande importance. Plus de mille indigènes y livrent transactions, échanges portant sur du petit bétail (moutons, cabris et surtout porcs), de la volaille, des graines (arachides, maïs), des fruits (noix de kola en grandes quantités), des cotonnades grassfleld, qui sont des étoffes de fabrication locale, et celles d’importation européenne.
Ce marché est le centre des transactions entre Bagam et Dschang. Il est cosmopolite et fréquenté par des commerçants lointains, les nombreux Haoussas venant de Garoua, de Tibati, de Ngaoundéré, de Banyo et de Bamenda.
Le marché est situé dans une région très riche, sur la route qui relie Bamenda et Bagam à Dschang et Nkongsamba; à l’abri des regards indiscrets des Européens de Dschang et du fisc.

## Culture et traditions

Musée.
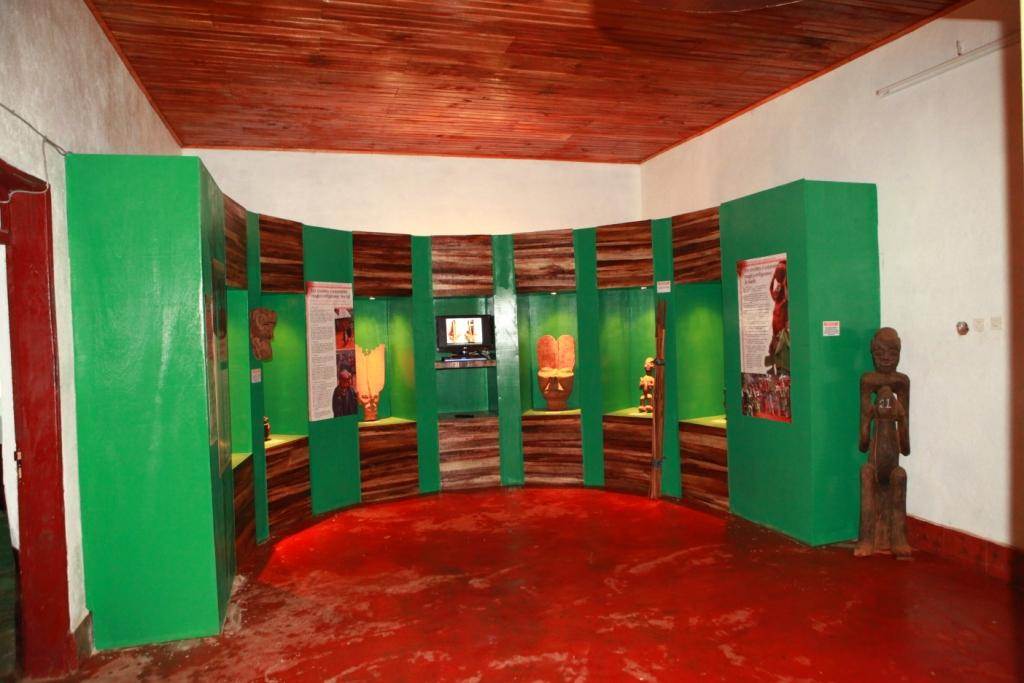
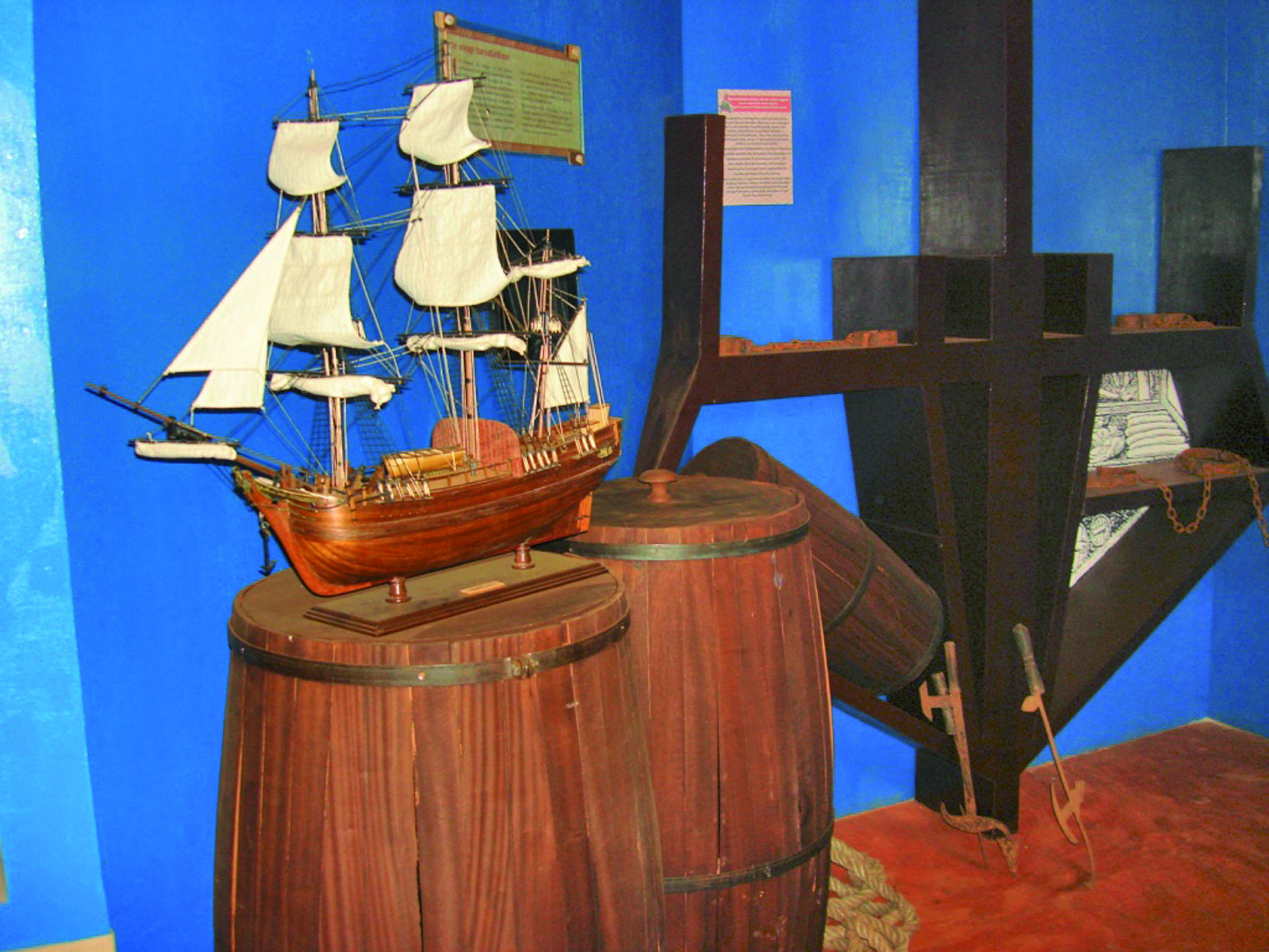
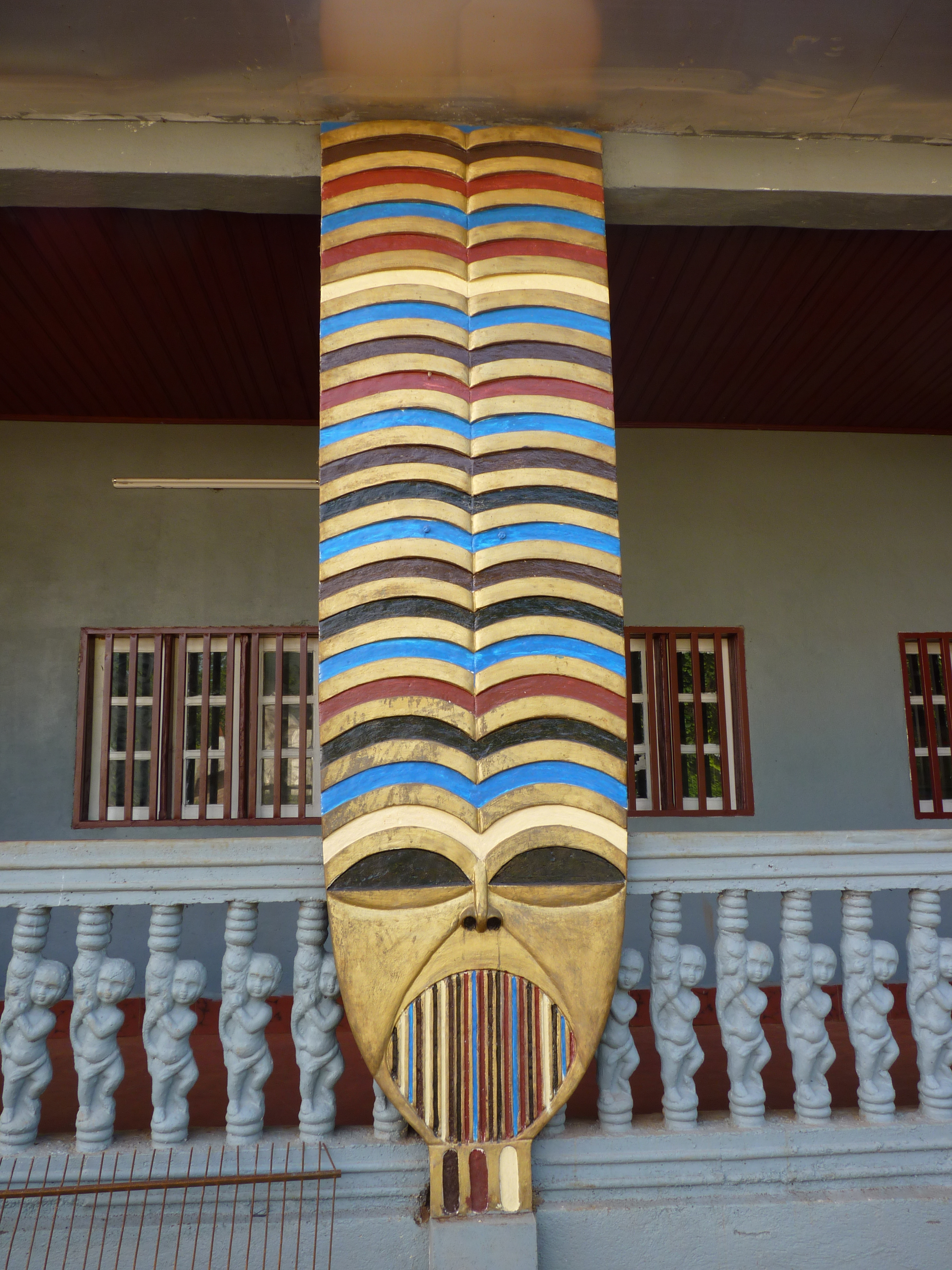

Transmise de génération en génération, la tradition de célébrer la récolte du taro à Bamendjinda est profondément ancrée dans l'identité culturelle du groupement. Cette fête, qui se déroule chaque année le 20 décembre, est un moment fort où la communauté se rassemble autour de leur chef pour rendre hommage à leurs ancêtres et perpétuer un héritage ancestral lié à la terre et à l'agriculture.
La création du musée de Bamendjinda, baptisé musée de l'esclavage, est le résultat d'une initiative communautaire qui vise à préserver et à promouvoir l'histoire et la culture de la communauté[réf. nécessaire].
.

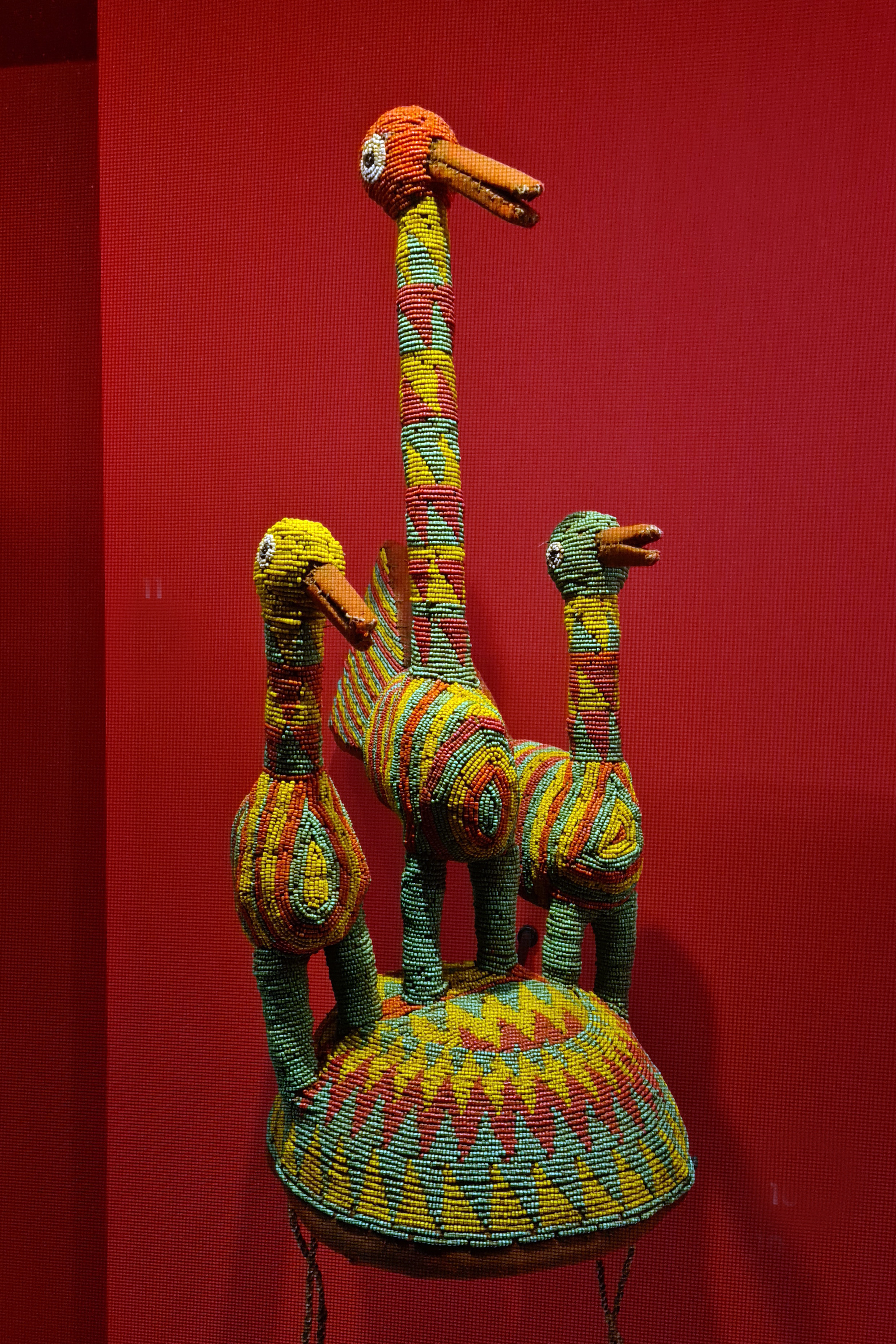
Coiffe perlée.
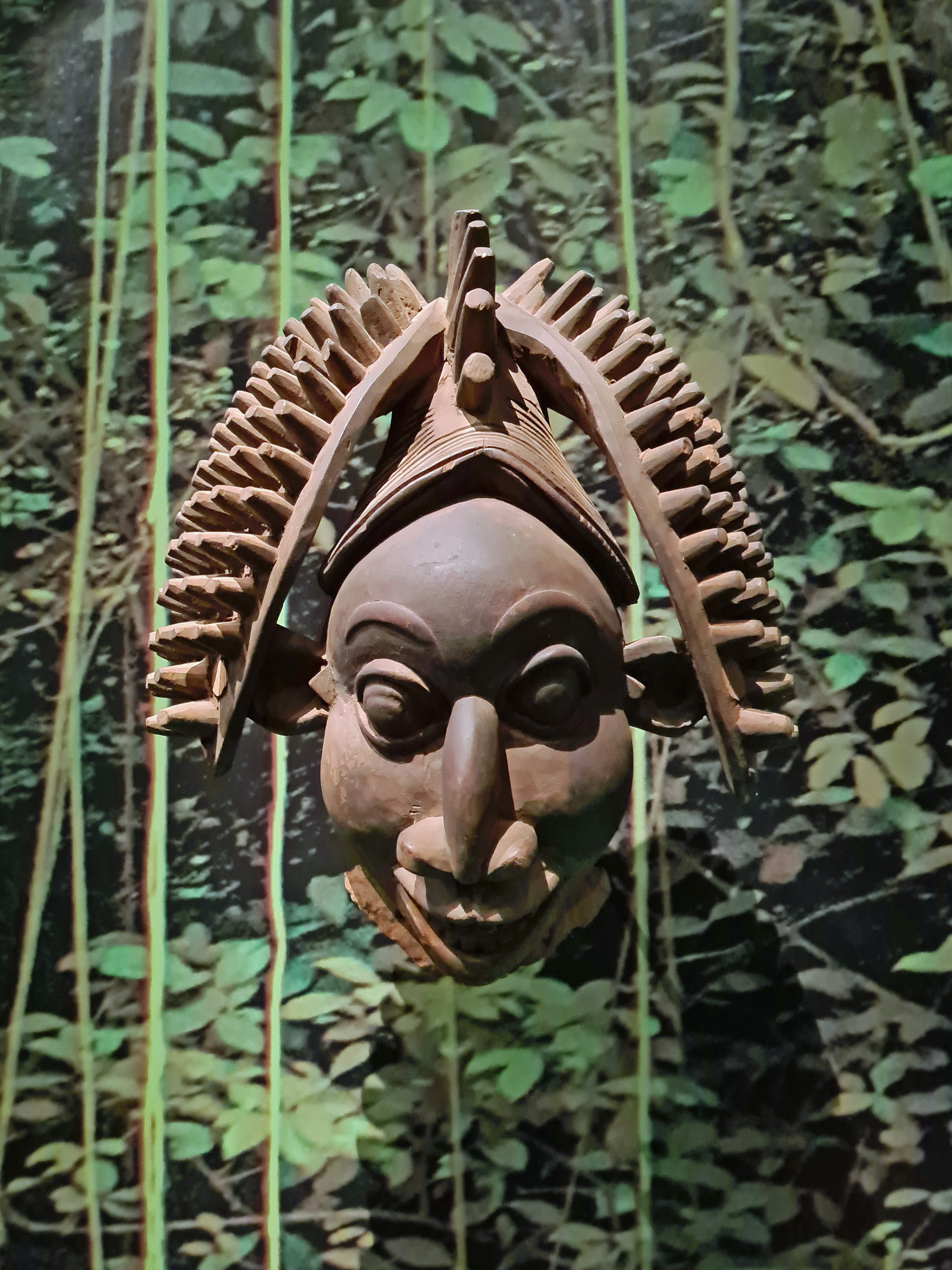
Masque de société secrète.
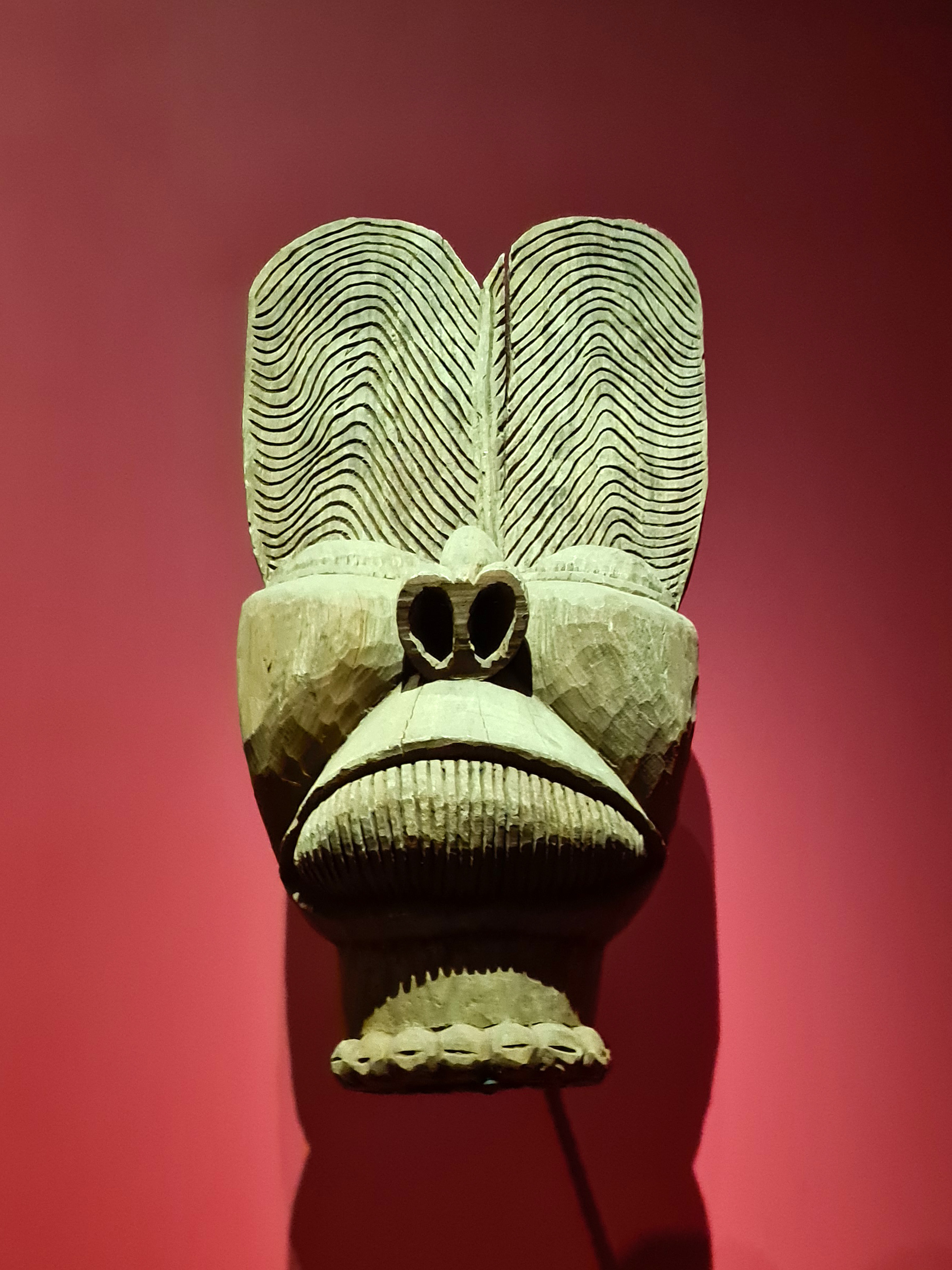
Masque Katso.
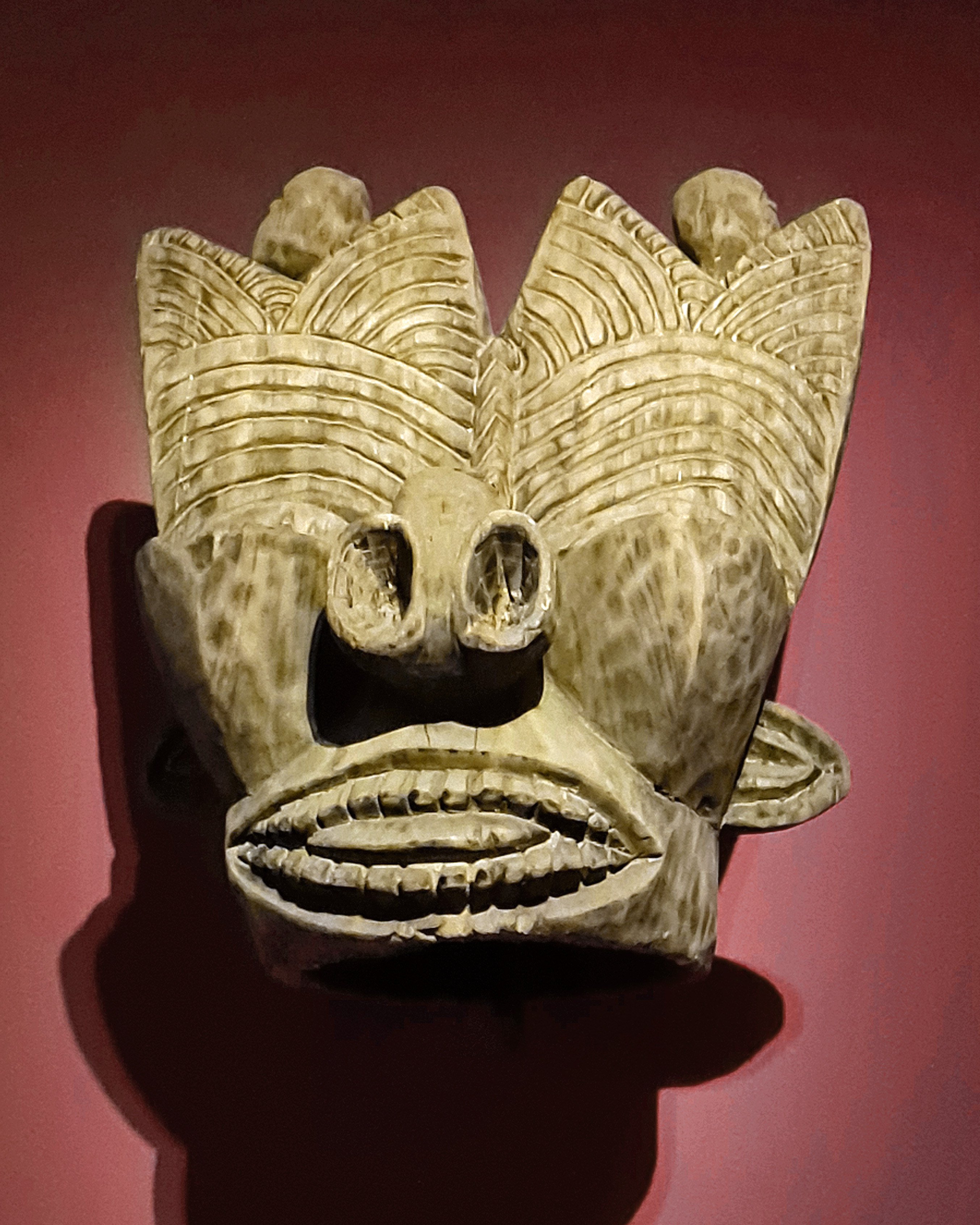
Masque Katso.
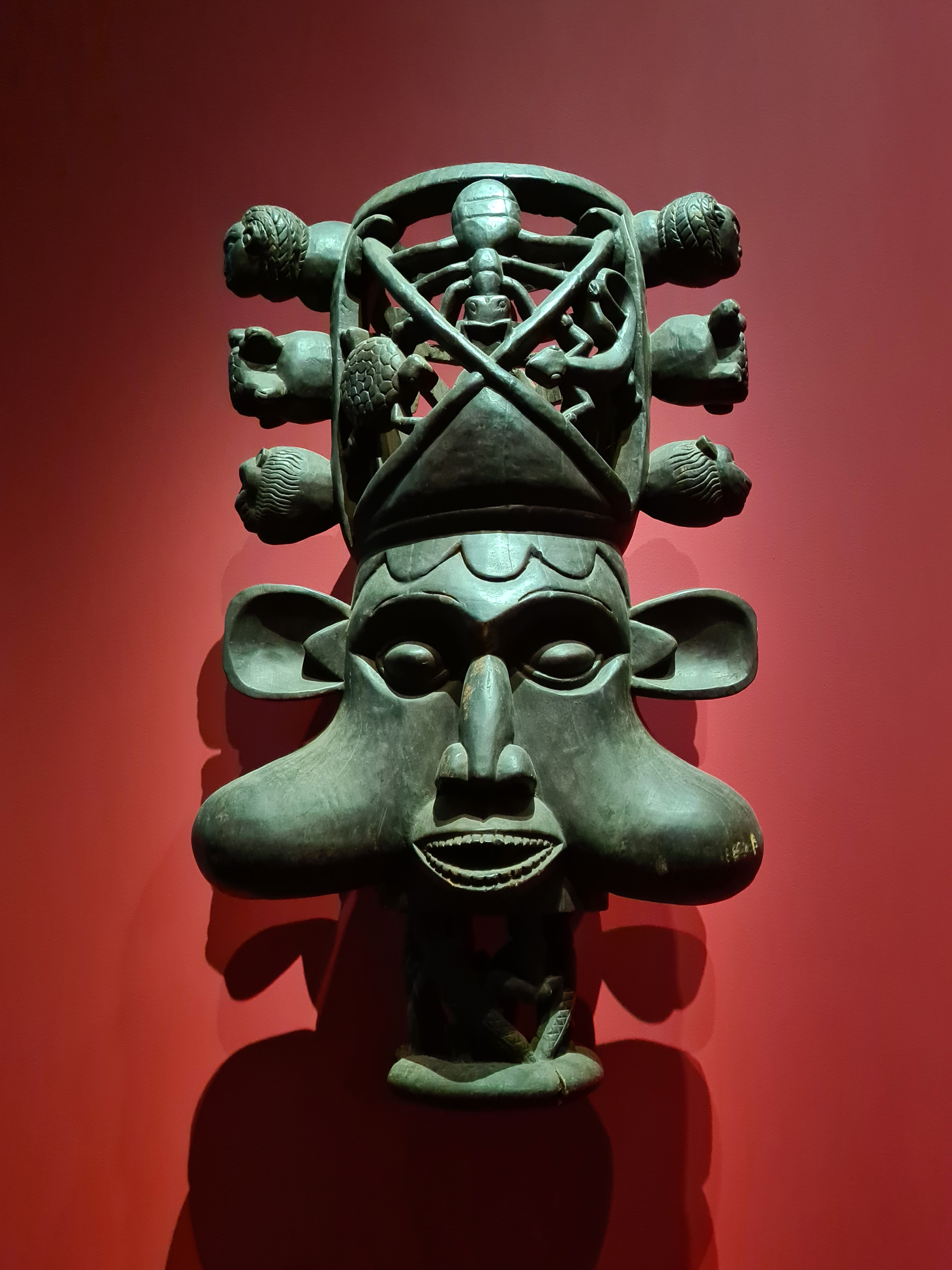
Masque Katso.

- Musée.

| No | Identité              | Période | Période  | Durée  | Étiquette |
| No | Identité              | Début   | Fin      | Durée  | Étiquette |
| -- | --------------------- | ------- | -------- | ------ | --------- |
| 5  | Fotchui II (d)        | 1708    | 1732     | 24 ans |           |
| 6  | Ngouo I (d)           | 1732    | 1772     | 40 ans |           |
| 7  | Fagni (d)             | 1772    | 1810     | 38 ans |           |
| 8  | Focpi (d)             | 1810    | 1839     | 29 ans |           |
| 9  | Nzonteu (d)           | 1839    | 1870     | 31 ans |           |
| 10 | Ngouo II (d)          | 1870    | 1897     | 27 ans |           |
| 11 | Tala (d)              | 1897    | 1903     | 6 ans  |           |
| 12 | Tchioffo (d)          | 1907    | 1944     | 37 ans |           |
| 13 | Tchingueu (d)         | 1944    | 1946     | 2 ans  |           |
| 14 | Ngouo III (d)         | 1946    | 1965     | 19 ans |           |
| 15 | Jean Marie Tanefo (d) | 1975    | En cours | 50 ans |           |
| 3  | Foutio (d)            |         |          |        |           |
| 4  | Fountine (d)          |         |          |        |           |
| 2  | Fotchui I (d)         |         |          |        |           |
| 1  | Mbougong Mba'adoh (d) |         |          |        |           |

## Cultes
La paroisse catholique Saint Alphonse Marie de Liguori de Bamendjida relève de la doyenné de Mbouda du diocèse de Bafoussam.

## Langue
Le ngomba est une langue bantoue des Grassfields, principalement parlée dans l’arrondissement de Mbouda, situé dans le département des Bamboutos, au cœur de la région de l’Ouest du Cameroun.Il constitue la langue principale des résidents de cinq villages, officiellement reconnus comme des "groupements" : Bamendjinda, Bamesso, Bamenkoumbo, Bamendjo et Babété.
1. ↑  Troisième recensement général de la population et de l'habitat (3e RGPH, 2005), Bureau central des recensements et des études de population du Cameroun (BUCREP), 2010.
2. 1 2  « Bamendjinda - Guide de voyage & touristique à BAMENDJINDA - Cameroun - Petit Futé », sur www.petitfute.com (consulté le 15 mai 2025)
3. ↑  Franck Beuvier, Les maîtres du stade. Ce que danser aux funérailles vuet dire : Les cadets, les défunts et l’institution de la chefferie. Ethnologie et histoire des associations
masculines en pays bamiléké (Cameroun). Anthropologie sociale et ethnologie., Ecole des Hautes
Etudes En Sciences Sociales, 2013.
4. ↑  « 5 Km - Distance entre Mbouda et Bamendjinda », sur www.distancede.com (consulté le 11 janvier 2025)
5. ↑  KMS, « Annuaires des chefferies du Cameroun - Kingdoms in Africa », sur www.villages.cm (consulté le 15 mai 2025)
6. ↑  Source : routedeschefferies.com
7. 1 2 3  Les Bamiléké de l'ouest Cameroun Editions Orstom 1960, Claude Tardits, p. 82
8. ↑  « Ouest Cameroun Bamendjinda : Fête du Taro » (consulté le 26 janvier 2025)
9. 1 2 3 4 5 6 7 8 9 10 11 12 13 14 15  « https://schabel.cm/shop/rois-et-royaumes-bamileke/ »
10. ↑  Diocèse catholique de Bafoussam, Saint Alphonse Marie de Liguori de Bamendjida, consulté en 2022